# 海龙亚科
海龍亞科（学名：Syngnathinae），為輻鰭魚綱棘背魚目海龍科的一亚科。

## 下属物种

### 細尾海馬屬（Acentronura）
- 細尾海馬（Acentronura gracilissima）
- 南非細尾海馬（Acentronura tentaculata）

### 枝狀細尾海馬屬（Amphelikturus）
- 枝狀細尾海馬（Amphelikturus dendritica）

### 原鰭海龍屬（Anarchopterus）
- 原鰭海龍（Anarchopterus criniger）
- 裸原鰭海龍（Anarchopterus tectus）

### 少鰭海龍屬（Apterygocampus）
- 少鰭海龍（Apterygocampus epinnulatus）

### 濱海龍屬（Bhanotia）
- 側條濱海龍（Bhanotia fasciolata）
- 裸濱海龍（Bhanotia nuda）
- 少輻濱海龍（Bhanotia pauciradiata）

### 淵海龍屬（Bryx）
- 桑吉巴爾淵海龍（Bryx analicarens）
- 鄧氏淵海龍（Bryx dunckeri）
- Bryx randalli
- 淵海龍（Bryx veleronis）

### 鰻海龍屬（Bulbonaricus）
- 勃氏鰻海龍（Bulbonaricus brauni）
- 布氏鰻海龍（Bulbonaricus brucei）
- 達澳鰻海龍（Bulbonaricus davaoensis）

### 曲海龍屬（Campichthys）
- 蓋氏曲海龍（Campichthys galei）
- 小曲海龍（Campichthys nanus）
- 龍首曲海龍（Campichthys tricarinatus）
- 特氏曲海龍（Campichthys tryoni）

### 豬海龍屬（Choeroichthys）
- 短體豬海龍（Choeroichthys brachysoma）
- 帶紋豬海龍（Choeroichthys cinctus）
- 澳洲豬海龍（Choeroichthys latispinosus）
- 豬海龍（Choeroichthys sculptus）：又稱彫紋海龍。
- 短鰭豬海龍（Choeroichthys smithi）
- 粗鰭豬海龍（Choeroichthys suillus）

### 冠海龍屬（Corythoichthys）
- 環紋冠海龍（Corythoichthys amplexus）
- Corythoichthys benedetto
- 黃帶冠海龍（Corythoichthys flavofasciatus）：又稱黃帶海龍、帶紋冠海龍。
- 紅鰭冠海龍（Corythoichthys haematopterus）：又稱紅鰭海龍。
- 海島冠海龍（Corythoichthys insularis）
- 內冠海龍（Corythoichthys intestinalis）
- 黑胸冠海龍（Corythoichthys nigripectus）
- 晴斑冠海龍（'Corythoichthys ocellatus）
- 帕氏冠海龍（Corythoichthys paxtoni）
- 多名冠海龍（Corythoichthys polynotatus）
- 舒氏冠海龍（Corythoichthys schultzi）：又稱史氏海龍。

### 環宇海龍屬（齊海龍屬）（Cosmocampus）
- 白吻環宇海龍（Cosmocampus albirostris）
- 窄身環宇海龍（Cosmocampus arctus arctus）
- Cosmocampus arctus coccineus
- 鮑氏環宇海龍（Cosmocampus balli）
- 班氏環宇海龍（Cosmocampus banneri）
- 短頭環宇海龍（Cosmocampus brachycephalus）：又稱短頭冠海龍。
- 達羅環宇海龍（Cosmocampus darrosanus）
- 睡環宇海龍（Cosmocampus elucens）
- Cosmocampus heraldi
- 希氏環宇海龍（Cosmocampus hildebrandi）
- 豪溫環宇海龍（Cosmocampus howensis）
- 緬甸環宇海龍（Cosmocampus investigatoris）
- 馬氏環宇海龍（Cosmocampus maxweberi）
- 深水環宇海龍（Cosmocampus profundus）
- 後翼環宇海龍（Cosmocampus retropinnis）

### 槍吻海龍屬（Doryichthys）
- 寶珈槍吻海龍（Doryichthys boaja）：寶珈腹囊海龍。
- Doryichthys contiguus
- 槍吻海龍（Doryichthys deokhatoides）
- 異體槍吻海龍（Doryichthys heterosoma）
- 馬氏槍吻海龍（Doryichthys martensii）

### 矛吻海龍屬（Doryrhamphus）
- 金帶矛吻海龍（Doryrhamphus aurolineatus）
- 鮑爾氏矛吻海龍（Doryrhamphus baldwini）
- 窄帶矛吻海龍（Doryrhamphus bicarinatus）
- 查氏矛吻海龍（Doryrhamphus chapmani）
- 帶紋矛吻海龍（Doryrhamphus dactyliophorus）：又稱黑環海龍。
- 紅海矛吻海龍（Doryrhamphus excisus excisus）：又稱黑腹海龍。
- 短藍帶矛吻海龍（Doryrhamphus excisus abbreviatus）
- Doryrhamphus excisus paulus
- 強氏矛吻海龍（Doryrhamphus janssi）：又稱強氏海龍。
- 日本矛吻海龍（Doryrhamphus japonicus）：又稱日本海龍。
- 多環矛吻海龍（Doryrhamphus multiannulatus）：又稱多環斑節海龍。
- 醜雙棘矛吻海龍（Doryrhamphus negrosensis malus）
- 雙棘矛吻海龍（Doryrhamphus negrosensis negrosensis）
- 栓形矛吻海龍（Doryrhamphus pessuliferus）

### 斑節海龍屬（Dunckerocampus）
- （Dunckerocampus boylei）
- （Dunckerocampus naia）

### 九環海龍屬（Enneacampus）
- 九環海龍（Enneacampus ansorgii）
- 庫氏九環海龍（Enneacampus kaupi）

### 金海龍屬（Entelurus）
- 金海龍（Entelurus aequoreus）

### 光尾海龍屬（Festucalex）
- 帶紋光尾海龍（Festucalex cinctus）
- 紅光尾海龍（Festucalex erythraeus）
- 吉氏光尾海龍（Festucalex gibbsi）
- Festucalex kulbickii
- 長光尾海龍（Festucalex prolixus）
- 西澳光尾海龍（Festucalex scalaris）
- 沃斯氏光尾海龍（Festucalex wassi）

### 線海龍屬（Filicampus）
- 虎紋線海龍（Filicampus tigris）

### 海蠋魚屬（Halicampus）
- 隆吻海蠋魚（Halicampus boothae）
- 布羅克氏海蠋魚（Halicampus brocki）
- 鄧氏海蠋魚（Halicampus dunckeri）
- 埃氏海蠋魚（Halicampus edmondsoni）
- 葛氏海蠋魚（Halicampus grayi）：又稱葛氏海龍。
- 大吻海蠋魚（Halicampus macrorhynchus）：又稱巨吻海龍。
- 馬貴斯海蠋魚（Halicampus marquesensis）
- 褐海蠋魚（Halicampus mataafae）：又稱馬塔法海龍。
- 橫帶海蠋魚（Halicampus nitidus）
- 輪斑海蠋魚（Halicampus punctatus）
- 短吻海蠋魚（Halicampus spinirostris）：又稱短吻海龍。
- 莫桑比克海蠋魚（Halicampus zavorensis）

### 帶狀多環海龍屬（Haliichthys）
- 帶狀多環海龍（Haliichthys taeniophorus）

### 宮海龍魚屬（Heraldia）
- 宮海龍魚（Heraldia nocturna）

### 多環海龍屬（Hippichthys）
- （Hippichthys albomaculosus）
- 藍點多環海龍（Hippichthys cyanospilus）：又稱藍點海龍。
- 前鰭多環海龍（Hippichthys heptagonus）：又稱七角海龍。
- 小頭多環海龍（Hippichthys parvicarinatus）
- （Hippichthys penicillus）
- 帶紋多環海龍（Hippichthys spicifer）：又稱橫帶海龍。

### 嵴吻海龍屬（Histiogamphelus）
- 布氏嵴吻海龍（Histiogamphelus briggsii）
- 冠毛嵴吻海龍（Histiogamphelus cristatus）

### 管吻海龍屬（Hypselognathus）
- 多刺管吻海龍（Hypselognathus horridus）
- 管吻海龍（Hypselognathus rostratus）

### 魚海龍屬（Ichthyocampus）
- 比基尼魚海龍（Ichthyocampus bikiniensis）
- 恆河魚海龍（Ichthyocampus carce）

### 柯氏海龍屬（Kaupus）
- 高體柯氏海龍（Kaupus costatus）

### 侏儒海馬屬（Idiotropiscis）
- - 南方侏儒海馬（Idiotropiscis australe）
  - 海倫氏侏儒海馬（Idiotropiscis larsonae）
  - 雪梨侏儒海馬（Idiotropiscis lumnitzeri）

### 金布拉海龍屬（Kimblaeus）
- 金布拉海龍（Kimblaeus bassensis）

### Kyonemichthys屬
- （Kyonemichthys rumengani）

### 長尾海龍屬（Leptoichthys）
- 長尾海龍（Leptoichthys fistularius）

### 隆背海龍屬（Leptonotus）
- 高體隆背海龍（Leptonotus blainvilleanus）
- 新西蘭隆背海龍（Leptonotus elevatus）
- 橫帶隆背海龍（Leptonotus norae）

### 無稜海龍屬（Lissocampus）
- 紅海無稜海龍（Lissocampus bannwarthi）
- 多環無稜海龍（Lissocampus caudalis）
- 澳洲無稜海龍（Lissocampus fatiloquus）
- 新西蘭無稜海龍（Lissocampus filum）
- 橫帶無稜海龍（Lissocampus runa）

### 棘環海龍屬（Maroubra）
- 澳洲棘環海龍（Maroubra perserrata）
- 頭帶棘環海龍（Maroubra yasudai）

### 小頜海龍屬（Micrognathus）
- 安氏小頜海龍（Micrognathus andersonii）
- Micrognathus brevicorpus
- 短吻小頜海龍（Micrognathus brevirostris brevirostris）
- 侏儒小頜海龍（Micrognathus brevirostris pygmaeus）
- 毛小頜海龍（Micrognathus crinitus）
- 平滑小頜海龍（Micrognathus erugatus）
- 白鞍小頜海龍（Micrognathus micronotopterus）
- 斐濟小頜海龍（Micrognathus natans）

### 腹囊海龍屬（Microphis）
- 扁吻腹囊海龍（Microphis argulus）
- 刺腹囊海龍（Microphis brachyurus aculeatus）
- 短尾腹囊海龍（Microphis brachyurus brachyurus）：又稱短尾海龍。
- Microphis brachyurus lineatus
- 多斑腹囊海龍（Microphis brachyurus millepunctatus）
- 短背腹囊海龍（Microphis brevidorsalis）
- 尾嵴腹囊海龍（Microphis caudocarinatus）
- 縱紋腹囊海龍（Microphis cruentus）
- 紅尾腹囊海龍（Microphis cuncalus）
- 印度腹囊海龍（Microphis deocata）
- 緬甸腹囊海龍（Microphis dunckeri）
- 河川腹囊海龍（Microphis fluviatilis）
- 安達曼腹囊海龍（Microphis insularis）
- 菲律賓腹囊海龍（Microphis jagorii）
- 無棘腹囊海龍（Microphis leiaspis）：又稱無棘海龍。
- 印尼腹囊海龍（Microphis manadensis）：又稱印尼海龍。
- 蘇拉威西腹囊海龍（Microphis mento）
- 睛斑腹囊海龍（Microphis ocellatus）
- 湖沼腹囊海龍（Microphis pleurostictus）
- 雷氏腹囊海龍（Microphis retzii）
- 巴布亞淡水腹囊海龍（Microphis spinachioides）

### 鰓嵴海龍屬（Minyichthys）
- 短吻鰓嵴海龍（Minyichthys brachyrhinus）
- Minyichthys inusitatus
- 長吻鰓嵴海龍（Minyichthys myersi）
- 粗鰓嵴海龍（Minyichthys sentus）

### 尾囊海龍屬（Mitotichthys）
- 西澳大利亞尾囊海龍（Mitotichthys meraculus）
- 莫氏尾囊海龍（Mitotichthys mollisoni）
- 半線尾囊海龍（Mitotichthys semistriatus）
- 塔氏尾囊海龍（Mitotichthys tuckeri）

### 南海龍屬（Nannocampus）
- 美麗南海龍（Nannocampus elegans）
- （Nannocampus lindemanensis）
- 短臂南海龍（Nannocampus pictus）
- 硬頭南海龍（Nannocampus subosseus）
- 韋氏南海龍（Nannocampus weberi）

### 裸胸海龍屬（Nerophis）
- 蚓形裸胸海龍（Nerophis lumbriciformis）
- 斑裸胸海龍（Nerophis maculatus）
- 裸胸海龍（Nerophis ophidion）

### 無臀海龍屬（Notiocampus）
- 紅無臀海龍（Notiocampus ruber）

### 無鰭海龍屬（Penetopteryx）
- 巴哈馬無鰭海龍（Penetopteryx nanus）
- 頭紋無鰭海龍（Penetopteryx taeniocephalus）

### 錐海龍屬（Phoxocampus）
- 黑錐海龍（Phoxocampus belcheri）：又稱黑海龍。
- 橫帶錐海龍（Phoxocampus diacanthus）：又稱橫帶海龍。
- 白斑錐海龍（Phoxocampus tetrophthalmus）

### 枝葉海馬屬（Phycodurus）
- 枝葉海馬（Phycodurus eques）

### 葉海馬魚屬（Phyllopteryx）
- 澳洲葉海馬魚（Phyllopteryx taeniolatus）

### 擬莖海龍屬（Pseudophallus）
- 哥斯大黎加擬莖海龍（Pseudophallus elcapitanensis）
- 米氏擬莖海龍（Pseudophallus mindii）
- 斯氏擬莖海龍（Pseudophallus starksii）

### 拳海龍屬（Pugnaso）
- 短身拳海龍（Pugnaso curtirostris）

### 肖孔海龍魚屬（Siokunichthys）
- 本氏肖孔海龍魚（Siokunichthys bentuviai）
- 短頭肖孔海龍魚（Siokunichthys breviceps）
- 肖孔海龍魚（Siokunichthys herrei）
- 黑線肖孔海龍魚（Siokunichthys nigrolineatus）
- 索氏肖孔海龍魚（Siokunichthys southwelli）
- Siokunichthys striatus

### 刀海龍屬（Solegnathus）
- 斗氏刀海龍（Solegnathus dunckeri）
- 哈氏刀海龍（Solegnathus hardwickii）：又稱哈氏柄頜海龍。
- 黑斑刀海龍（Solegnathus lettiensis）
- 強壯刀海龍（Solegnathus robustus）
- 棘刀海龍（Solegnathus spinosissimus）

### 尖尾海龍屬（Stigmatopora）
- 斑點尖尾海龍（Stigmatopora argus）
- 大鰭灰尾海龍（Stigmatopora macropterygia）
- Stigmatopora narinosa
- 寬體尖尾海龍（Stigmatopora nigra）

### 絲枝海馬屬（Stipecampus）
- 克麗絲枝海馬（Stipecampus cristatus）

### 擬海龍屬（Syngnathoides）
- 擬海龍（Syngnathoides biaculeatus）：又稱棘海龍。

### 海龍屬（Syngnathus）
- 短吻海龍（Syngnathus abaster）
- 尖海龍（Syngnathus acus）
- 鄰海龍（Syngnathus affinis）
- 管海龍（Syngnathus auliscus）
- 加州海龍（Syngnathus californiensis）
- 加勒比海龍（Syngnathus caribbaeus）
- 棱海龍（Syngnathus carinatus）
- Syngnathus dawsoni）
- 褐色海龍（Syngnathus euchrous）
- 小海龍（Syngnathus exilis）
- 佛羅里達海龍（Syngnathus floridae）
- （Syngnathus folletti）
- 棕海龍（Syngnathus fuscus）
- 島棲海龍（Syngnathus insulae）
- 細吻海龍（Syngnathus leptorhynchus）
- 路伊斯安那海龍（Syngnathus louisianae）
- 大臂海龍（Syngnathus macrobrachium）
- 大眼海龍（Syngnathus macrophthalmus）
- Syngnathus makaxi
- 漂海龍（Syngnathus pelagicus）
- 焰海龍（Syngnathus phlegon）
- 鼻海龍（Syngnathus rostellatus）
- 約旦海龍（Syngnathus safina）
- 薛氏海龍（Syngnathus schlegeli）：又稱舒氏海龍。
- 施氏海龍（Syngnathus schmidti）
- 海灣海龍（Syngnathus scovelli）
- 斯氏海龍（Syngnathus springeri）
- 紋背海龍（Syngnathus taenionotus）
- 狹吻海龍（Syngnathus tenuirostris）
- 寬吻海龍（Syngnathus typhle）
- 雜色海龍（Syngnathus variegatus）
- 瓦氏海龍（Syngnathus watermeyeri）

### 粗吻海龍屬（Trachyrhamphus）
- 短吻粗吻海龍（Trachyrhamphus bicoarctatus）：又稱短尾粗吻海龍。
- 長粗吻海龍（Trachyrhamphus longirostris）
- 鋸粗吻海龍（Trachyrhamphus serratus）

### 鬚海龍屬（Urocampus）
- 毛鬚海龍（Urocampus carinirostris）
- 帶紋鬚海龍（Urocampus nanus）

### 梵海龍屬（Vanacampus）
- 珍珠梵海龍（Vanacampus margaritifer）
- 菲氏梵海龍（Vanacampus phillipi）
- 長吻梵海龍（Vanacampus poecilolaemus）
- 佛氏梵海龍（Vanacampus vercoi）

## 擴展閱讀
維基物種上的相關：海龍亚科